# Hangenberg-Ereignis
Das Hangenberg-Ereignis (auch Hangenberg-Krise), benannt nach den Schwarzschiefersedimenten am Hangenberg im Rheinischen Schiefergebirge, bezeichnet eine gravierende weltweite Umweltveränderung einschließlich eines umfassenden Massenaussterbens an der Grenze zwischen den geochronologischen Perioden Devon und Karbon vor 358,9 Millionen Jahren. Diese Biodiversitätskrise führte nach neueren Erkenntnissen zu einem Artenschwund bis 75 Prozent und erreichte damit ähnliche Dimensionen wie die fünf großen Aussterbewellen (die sogenannten „Big Five“) im Phanerozoikum, das heißt während der letzten 541 Millionen Jahre.
Die Dauer der Krise wird überwiegend auf etwa 100.000 bis 300.000 Jahre geschätzt, wobei einzelne Studien eine etwas kürzere Zeitspanne postulieren. Auf der Suche nach den Ursachen wird gegenwärtig in der Wissenschaft eine Vielzahl möglicher Einflussfaktoren in Erwägung gezogen, eine alle Aspekte abdeckende Erklärung für das Artensterben steht jedoch noch aus.

## Die Umweltsituation im Devon

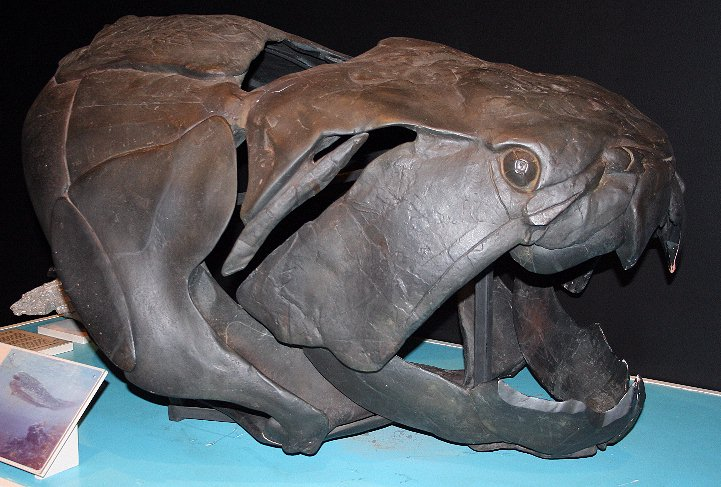
Schädel von Dunkleosteus im Queensland Museum (Australien)

Das Devon als „Zeitalter der Fische“ verzeichnete anfangs in den Ozeanen eine rasche Zunahme der Biodiversität. Dies betraf vor allem die Klasse der Panzerfische (Placodermi), mit dem mehrere Meter großen Dunkleosteus als imposantestem Vertreter. Zahlreiche Arten bildeten auch die Stachelhaie aus, und ebenso begann die Evolution der Quastenflosser und Lungenfische. Gegen Ende des Devons erschienen die ersten Landwirbeltiere, darunter die amphibisch lebende Gattung Ichthyostega.
Im Hinblick auf die globale Temperatur und die Verteilung der Klimazonen glich das Untere und Mittlere Devon dem vorhergehenden Silur. Infolge eines relativ stabilen Warmklimas lag der Meeresspiegel unverändert hoch, und obwohl Teile des damaligen Großkontinents Gondwana eine Position in unmittelbarer Südpolnähe einnahmen, blieben umfangreichere Gletscherbildungen vorerst eine Seltenheit. Im Oberdevon entstanden – zunächst in den Sumpf- und Feuchtgebieten der Tropen – die ersten Waldlandschaften, und der Sauerstoffgehalt stieg aufgrund der erhöhten Photosyntheserate relativ rasch auf rund 20 Prozent. Im Gegenzug nahm die Kohlenstoffdioxid-Konzentration beständig ab. Zu Beginn des Devons noch in der Nähe von 2.000 ppm liegend, wurden erhebliche Mengen CO2 in den sich ausbreitenden Vegetationsgürteln gespeichert und auf diese Weise der Atmosphäre entzogen.

## Das Massenaussterben
| ❮ | System    | Serie       | Stufe      | ≈ Alter (mya) |
| - | --------- | ----------- | ---------- | ------------- |
| ❮ | später    | später      | später     | jünger        |
| ❮ | D e v o n | Oberdevon   | Famennium  | 358,9 ⬍ 372,2 |
| ❮ | D e v o n | Oberdevon   | Frasnium   | 372,2 ⬍ 382,7 |
| ❮ | D e v o n | Mitteldevon | Givetium   | 382,7 ⬍ 387,7 |
| ❮ | D e v o n | Mitteldevon | Eifelium   | 387,7 ⬍ 393,3 |
| ❮ | D e v o n | Unterdevon  | Emsium     | 393,3 ⬍ 407,6 |
| ❮ | D e v o n | Unterdevon  | Pragium    | 407,6 ⬍ 410,8 |
| ❮ | D e v o n | Unterdevon  | Lochkovium | 410,8 ⬍ 419,2 |
| ❮ | früher    | früher      | früher     | älter         |

Durch die in den letzten Jahrzehnten erfolgte technische Weiterentwicklung der Datierungs- und Nachweisverfahren, die eine Feinauflösung bestimmter stratigraphischer Schichten ermöglichen, wurde im Devon eine Vielzahl mehr oder minder ausgeprägter Umweltveränderungen ab dem Emsium identifiziert, die manchmal pauschal unter der Bezeichnung mittel- bis oberdevonische Biokrise firmierten. Mit zunehmendem Kenntnisstand konzentrierte sich die Forschung auf zwei Schwerpunkte: zum einen auf das zu den Big Five zählende Kellwasser-Ereignis vor etwa 372 Millionen Jahren (Frasnium-Famennium-Übergang), benannt nach den oberdevonischen Kalksteinschichten des Kellwassertals im Oberharz, sowie auf die mindestens gleichstarke Hangenberg-Krise, unterteilt in ein unteres, mittleres und oberes Intervall.
Während das Kellwasser-Ereignis noch mehrere Erwärmungsspitzen verzeichnete, begann nun eine deutliche und in erdgeschichtlichem Maßstab abrupte Abkühlung mit Bildung umfangreicher Eisschilde in den südlichen und westlichen Regionen des Großkontinents Gondwana, mit den Schwerpunkten im heutigen Südamerika sowie in Teilen von Afrika. Der Meeresspiegel sank im Zuge der Glazialeustasie um etwa 100 Meter und führte in der Folge zum Austrocknen flacher tropischer Schelfmeere und zum Zusammenbruch mehrerer Ökosysteme. Damit verbunden reduzierte sich die atmosphärische CO2-Konzentration durch die massive Ablagerung von organischem Kohlenstoff in Schwarzschieferhorizonten um rund 50 Prozent. Aufgrund tiefgreifender geochemischer Veränderungen herrschten in den oberflächennahen Wasserschichten der Ozeane zunehmend sauerstoffarme Bedingungen, eventuell verknüpft mit der Entstehung von Algenblüten und der Freisetzung von hochgiftigem Schwefelwasserstoff. Vom Verlust ihrer Biotope besonders betroffen waren Ammoniten, Brachiopoden (Armfüßer), Trilobiten, Conodonten, Ostrakoden (Muschelkrebse), Panzerfische, die riffbauenden Stromatoporen und frühe Landwirbeltiere (Tetrapoden). Die Biodiversität des bereits während der Kellwasser-Phase schwer geschädigten Phytoplanktons hatte sich so stark verringert, dass die ursprüngliche Artenvielfalt erst nach fast 200 Millionen Jahren im Jura wieder erreicht wurde (Phytoplankton-Blackout).

### Mögliche Ursachen
Als Hauptursache für das Hangenberg-Ereignis wird in der Fachliteratur häufig der Einfluss eines Megavulkanismus vermutet. Es besteht ein breiter wissenschaftlicher Konsens darüber, dass in der Erdgeschichte sogenannte Magmatische Großprovinzen (englisch Large Igneous Provinces) an einer Reihe von Massenaussterben direkt beteiligt waren, wie zum Beispiel an der Perm-Trias-Grenze (252 mya) oder während des Trias-Jura-Übergangs (201 mya). Dabei handelte es sich jeweils um den großvolumigen Austritt magmatischer Gesteine aus dem Erdmantel, überwiegend in Form von Flutbasalten, die sich im Verlauf von hunderttausend Jahren oder länger mitunter über eine Fläche von Millionen Quadratkilometern ausbreiteten. Auch für die Kellwasser-Schichten wird anhand der dort entdeckten Quecksilber-Anomalien ein nachhaltiger vulkanischer Impuls in Form des sibirischen Viluy-Trapps diskutiert. Hingegen deutet wenig auf die Beteiligung einer Magmatischen Großprovinz in Zusammenhang mit der Hangenberg-Krise hin, zumal magmatische Effusionen dieser Größenordnung keine Abkühlung, sondern häufig eine stark ausgeprägte weltweite Erwärmung bewirkten. Alternativ wurde deshalb ein dem heutigen Pazifischen Feuerring ähnelnder „Vulkangürtel“ vorgeschlagen, dessen Aktivitäten das globale Klima dauerhaft beeinflussten beziehungsweise durch den Ausstoß von Schwefeldioxid und Aerosolen abkühlten.
Als zusätzliche Mechanismen werden in der Fachliteratur weitere Faktoren zur Diskussion gestellt, wie eine durch die sinkende Kohlenstoffdioxid-Konzentration signifikant verstärkte Wirkung der Orbitalparameter, besonders im Hinblick auf die langperiodischen Exzentrizitätszyklen, eine plötzlich auftretende Destabilisierung des gesamten Erdklimasystems bei Überschreiten eines bestimmten Kipppunkts oder der die Ozonschicht zerstörende Strahlungseinfluss einer erdnahen Supernova. Ein relativ neuer Aspekt bei der Beurteilung der Massenaussterben im Paläozoikum (Erdaltertum) ist die Erkenntnis, dass während dieser biologischen Krisen die weitgehende Reduzierung von Spurenelementen eine entscheidende Rolle gespielt haben könnte. So erreichte die Konzentration des lebenswichtigen Elements Selen auch im Devon zeitweise nur einen Bruchteil des gegenwärtigen Niveaus. Verschiedene Studien verweisen auf multikausale Erklärungsansätze, in die unter anderen Kohlenstoffzyklus, Vegetationsbedeckung, chemische Verwitterung oder plattentektonische Prozesse mit einfließen. Eventuell waren an den Aussterbewellen und den klimatischen Schwankungen im Oberdevon mehrere große Impaktkatastrophen wie der australische Woodleigh-Einschlag (≈ 364 mya), der Alamo-Einschlag im heutigen Nevada (≈ 367 mya) oder die schwedische Siljan-Impaktstruktur (≈ 380–376 mya) direkt beteiligt. Aufgrund der relativ großen Unsicherheiten bei der Datierung speziell dieser Asteroidenkrater kann jedoch keines dieser Geschehnisse dem Hangenberg-Ereignis eindeutig zugeordnet werden.

### Auswirkungen im Karbon
Das sich dem Hangenberg-Ereignis unmittelbar anschließende Tournaisium (358,9 bis 346,7 mya), die erste chronostratigraphische Stufe des Karbons, verzeichnete einen Meeresspiegelanstieg mit einer erneuten Ausbreitung von Schelfmeeren sowie die Etablierung eines Warmklimas, das jedoch nicht ganz das Niveau der Vorkrisenzeit erreichte. Diese Erwärmungstendenz flachte am Beginn des Mittleren Tournaisiums ab und ging allmählich in den Klimazustand des Permokarbonen Eiszeitalters über.
Eine Besonderheit des frühen Karbons bildet die lange als rätselhaft geltende, nach dem Paläontologen Alfred Romer (1894–1973) benannte fossilarme Faunensituation (Romer-Lücke, in der Fachliteratur Romer’s gap). Die über 15 Millionen Jahre bis weit in das Unterkarbon reichende Artenarmut könnte eine direkte Folge des vorhergehenden Hangenberg-Aussterbens sein. Auch wenn durch neuere Funde die Lücke teilweise geschlossen werden konnte, bleibt der Eindruck einer länger währenden Erholzeit (englisch Recovery phase) bestehen. Eine Bestätigung erfuhr diese Annahme durch den Nachweis, dass viele Wirbeltiere (Vertebraten) über den Zeitraum von rund 36 Millionen Jahren eine anhaltende Abnahme ihrer Körpergröße aufwiesen. Da die global verbreitete Kleinwüchsigkeit offenbar weder auf Sauerstoffmangel noch auf Temperaturstress beruhte, wurde diese Entwicklung wahrscheinlich von ökologischen Faktoren gesteuert, da eine Wachstumsminimierung als evolutive Anpassung an eine veränderte Umwelt zu höheren Reproduktionsraten, schnelleren Generationswechseln und größeren Populationen führt.

## Definition und GSSP
Zu den markantesten geologischen Aufschlüssen der Devon-Karbon-Grenze in Deutschland gehört das Hasselbachtal in Hagen. Diese Stelle wurde 1900 von dem Geologen August Denckmann entdeckt und kam in die engere Wahl als offizielles Leitprofil (Typlokalität). Zur Referenz (Global Stratotype Section and Point – abgekürzt GSSP) wurde im Jahr 1990 von der International Commission on Stratigraphy (ICS) das in Frankreich gelegene La-Serre-Profil in der südöstlichen Montagne Noire gewählt. Definiert wird das stratigraphische Profil durch das erstmalige Auftreten der Conodonten-Art Siphonodella (Eosiphonodella) sulcata.